# Calliopsis comptula
Calliopsis comptula är en biart som först beskrevs av Cockerell 1916.  Calliopsis comptula ingår i släktet Calliopsis och familjen grävbin. Inga underarter finns listade.